# مايك كونينغهام
مايك كونينغهام (بالإنجليزية: Mike Cunningham)‏ هو لاعب كرة قاعدة أمريكي، ولد في 14 يونيو 1882 في لانكستر في الولايات المتحدة، وتوفي بنفس المكان في 10 ديسمبر 1969.

## وصلات خارجية
- مايك كونينغهام على موقعبيزبول رفرنس.كوم (الدوري الرئيسي) (الإنجليزية)
- مايك كونينغهام على موقعبيزبول رفرنس.كوم (الدوري الثانوي) (الإنجليزية)